# Proyección Web Mercator

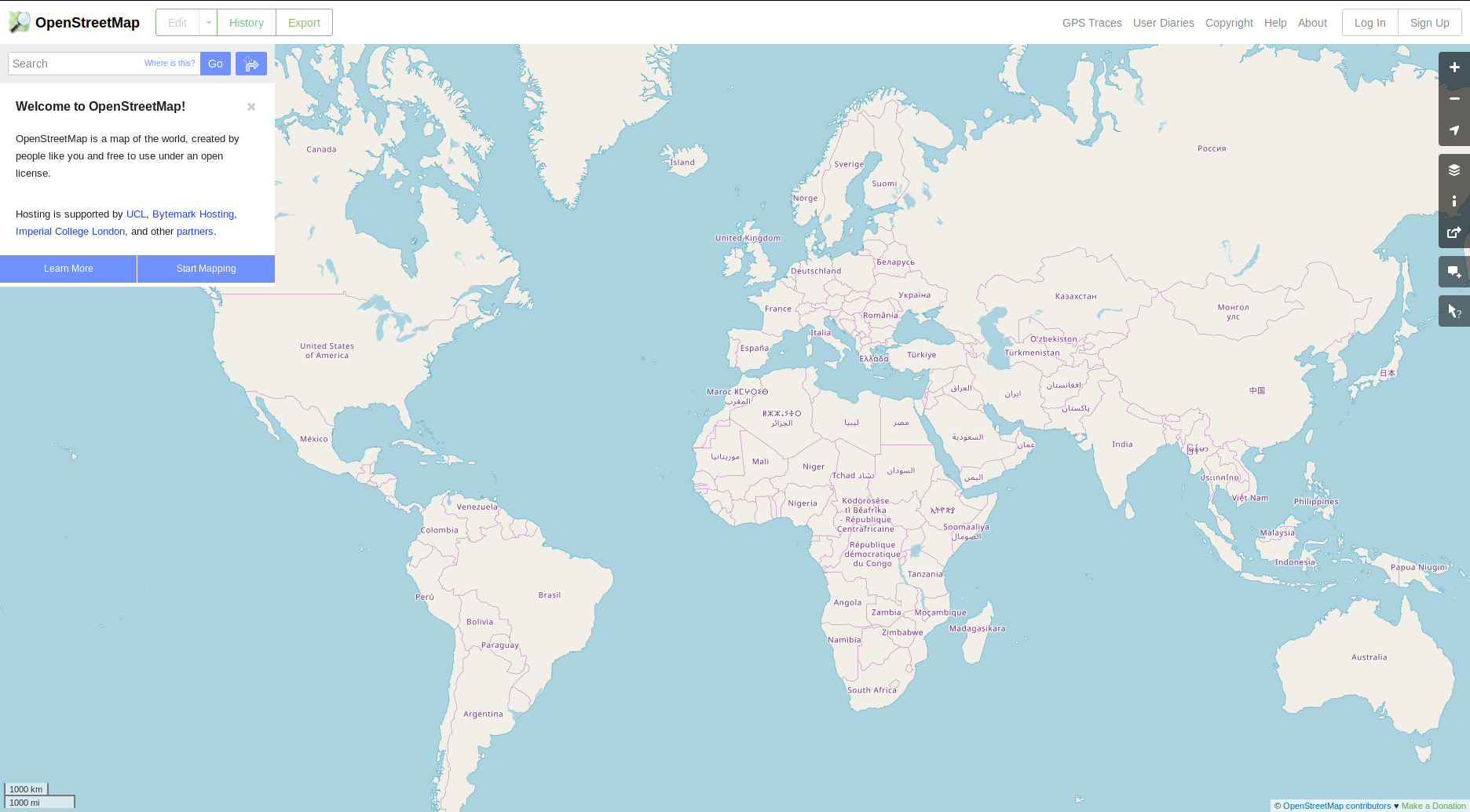
Página de inicio de OpenStreetMap en 2018. El estilo estándar para OpenStreetMap, como la mayoría de los mapas web, utiliza la proyección Web Mercator

Web Mercator, Google Web Mercator, Mercator esférica, WGS 84 Web Mercator o WGS 84 / Pseudo-Mercator es una variante de la proyección de Mercator y es el estándar de facto para aplicaciones de mapas web. Saltó a la fama cuando Google Maps lo adoptó en 2005. Es utilizado por prácticamente todos los principales proveedores de mapas en línea, incluidos Google Maps, CARTO, Mapbox, Bing Maps, OpenStreetMap, MapQuest, Esri y muchos otros.

## Propiedades
Web Mercator es una ligera variante de la proyección de Mercator, utilizada principalmente en programas cartográficos basados en la Web. Utiliza las mismas fórmulas que el Mercator estándar que se usa para mapas a pequeña escala. Sin embargo, Web Mercator usa las fórmulas esféricas en todas las escalas, mientras que los mapas de Mercator a gran escala normalmente usan la forma elipsoidal de la proyección. La discrepancia es imperceptible a escala global, pero hace que los mapas de áreas locales se desvíen ligeramente de los mapas de Mercator elipsoidales verdaderos a la misma escala. Esta desviación se vuelve más pronunciada más lejos del ecuador y puede alcanzar hasta 40 km en el terreno.
Si bien las fórmulas del Web Mercator son para la forma esférica del Mercator, las coordenadas geográficas deben estar en el datum elipsoidal WGS 84. Esta discrepancia hace que la proyección sea ligeramente no conforme. La falta general de comprensión de que Web Mercator difiere del uso estándar de Mercator ha causado considerable confusión y mal uso. Debido a eso, el Departamento de Defensa de los Estados Unidos a través de la Agencia Nacional de Inteligencia Geoespacial ha declarado que esta proyección cartográfica es inaceptable para cualquier uso oficial.
La proyección no es estrictamente elipsoidal ni estrictamente esférica. La definición de EPSG dice que la proyección "utiliza el desarrollo esférico de coordenadas elipsoidales". Las coordenadas geográficas subyacentes se definen utilizando el modelo elipsoidal WGS84 de la superficie de la Tierra, pero se proyectan como si estuvieran definidas en una esfera. Esta práctica no es controvertida para los mapas a pequeña escala (como los del mundo entero), pero tiene pocos precedentes en los mapas a gran escala (como los de una ciudad o provincia).

### Fórmulas
Las fórmulas para el Web Mercator son básicamente las mismas que para el Mercator esférico estándar, pero antes de aplicar el zum, las "coordenadas mundiales" se ajustan de modo que la esquina superior izquierda sea (0, 0) y la esquina inferior derecha sea (256, 256 ):
{\displaystyle {\begin{aligned}x&={\frac {256}{2\pi }}2^{\text{zoom level}}(\lambda +\pi ){\text{ pixels}}\\[5pt]y&={\frac {256}{2\pi }}2^{\text{zoom level}}\left(\pi -\ln \left[\tan \left({\frac {\pi }{4}}+{\frac {\varphi }{2}}\right)\right]\right){\text{ pixels}}\end{aligned}}}
donde λ es la longitud en radianes y φ es la latitud geodésica en radianes.
Debido a que Mercator proyecta los polos en el infinito, Google Maps no puede mostrar los polos. En cambio, corta la cobertura a 85.051129° norte y sur. Esto no se considera una limitación, dado el propósito del servicio. El valor 85.051129° es la latitud a la que el mapa completo se convierte en un cuadrado, y se calcula como φ dado y = 0: 
{\displaystyle {\begin{aligned}\varphi _{\text{max}}=\left[2\arctan(e^{\pi })-{\frac {\pi }{2}}\right]\end{aligned}}}

### Ventajas y desventajas
Web Mercator comparte algunas de las mismas propiedades de la proyección estándar de Mercator: el norte está arriba en todas partes, los meridianos son líneas verticales igualmente espaciadas, pero las áreas cercanas a los polos son muy exageradas.
A diferencia del Mercator elipsoidal y el Mercator esférico, el Web Mercator no está del todo conforme debido al uso de coordenadas geográficas de datos elipsoidales contra una proyección esférica. Las líneas de rumbo no son líneas rectas. El beneficio es que la forma esférica es mucho más simple de calcular, ahorrando muchos ciclos de computación.